# Joe Mettle
 (septembre 2018).
Joseph Oscar Mettle, plus connu sous le nom de scène Joe Mettle, né le 5 juillet 1971, est un chanteur de gospel ghanéen et auteur-compositeur. 
Il est le premier musicien à remporter le prix VGMA de l'artiste de l'année dans son genre,.

## Biographie

### Premières années et éducation
Né le 5 juillet 1971 de Florence Addo et d'Emmanuel Mettle, il est l'aîné de six enfants. Joe commence ses études à l'école Richard Akwei Mémorial et poursuit à l'École Primaire 1&2 de Kade où il passe environ un an avant de revenir à Accra à l’école Saint-Michel et tous les saints. Il continue au collège Korle Gonno 3 (John Howard Society), puis plus tard à l’académie d'Accra. Il fréquente ensuite l'université pentecôtiste.

### Carrière musicale
Au début de sa carrière musicale, il travaille comme choriste pour certaines  célébrités du gospel ghanéen comme Cindy Thompson, Danny Nettey, et le Révérend Tom Bright Davies. Joe Mettle est le chanteur principal du groupe de musique Les Sauveurs d'âmes. Il a remporté plusieurs prix dont récemment celui d'artiste de l'année, d'artiste gospel de l'année et d'artiste chanteur masculin de l'Année en 2017 aux prix Vodafone de la musique ghanéenne (VGMA). Il est notamment le premier chanteur à gagner dans cette catégorie. Joe Mettle a également remporté plus de 10 prix internationaux. Il a aussi remporté plusieurs prix de la musique gospel africaine, des producteurs de gospel, du gospel africain (Royaume-Uni), des chanteurs de basse ainsi que le prix du Gospel Ghanéen CCML et le prix RIGA (Afrique du Sud).
Joe Mettle a été invité à la chaîne de radio et de télévision « Gospel Classic » où il a également découvert Donnie Mcclurkin. Il a reçu le prix du meilleur artiste masculin de gospel en Afrique lors du concours de trompette gospel en Afrique du Sud.
Il aura notamment interprété Nhyira, Médo Wo, Akokyem Nyame, Mensuro, turning around et Yesu Adi Nkunim. Un dernier lui valant des nominations aux  VGMA en 2017 est intitulé Onwanwani (Dieu des Merveilles). Il a cinq albums à son actif : Ma Gratitude (2011), le Son de la Louange (2013), La Rencontre (2015), et Dieu de Miracles (2017).
Joe Mettle fonde notamment les Joe Mettle Ministries (ministères chrétiens) en 2007. Ils organisent plusieurs types d'événements tous les ans : Praiz, Reloaded, Midyear et Lovegift (en décembre).
Joe Mettle est responsable du studio de répétition et d'enregistrement basé à Accra Reverb. La société fournit en location de l'équipement de musique et des services de consultation sur la musique et le marketing.

## Discographie

### Albums
| Année | Titre                | Ref    |
| ----- | -------------------- | ------ |
| 2011  | Ma Gratitude         | [ 7 ]  |
| 2013  | Le son de la Louange | [ 8 ]  |
| 2015  | La Rencontre         | [ 9 ]  |
| 2017  | Dieu De Miracles     | [ 10 ] |

### Principaux Titres
- Médo Wo
- Le son de la Louange[11]
- Sauvé Avec Amazing Grace (S. W. A. G)
- Ɔnwanwani (Dieu des Merveilles)[12]
- Bo Noo Ni[13]